# Spirobolida
Spirobolida este un important ordin de diplopode, care cuprinde peste 900 de specii descrise. Majoritatea spirobolidelor locuiesc în regiunile tropicale și sunt detritivore. Spirobolidele sunt miriapode mari și în Statele Unite ele sunt utilizate în calitate de reprezentanți, ca specie tip pentru clasa Diplopoda. Taxonomic, acesta este un grup relativ neglijat de savanți, slab cercetat. Din toate familiile pe care le conține, doar două au fost revizuite, și ambele revizii au avut loc acum 40 de ani. 

## Morfologie
Aceste diplopode au ambele perechi de membre ale segmentului VII specializate în copulație și se numesc gonopode. Perechea anterioară se numește colepode, iar cea posterioară falopode. Falopodele sunt implicate activ în transferul spermei de către mascul la femelă, iar colepodele îndeplinesc funcții de protecție. Femelele, de asemenea, au membre implicate în împerechere, numite cifopode. Structura gonopodelor la spirobolide este utilizată la indentificarea speciilor. 